# Leon, der Haushofmeisterssohn

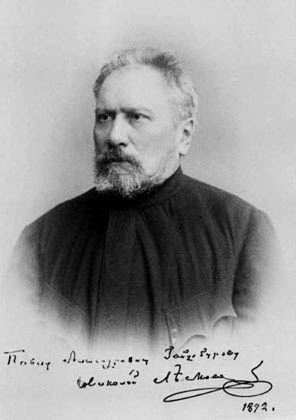
Nikolai Leskow im Jahr 1872

Leon, der Haushofmeisterssohn (russisch Леон дворецкий сын, Leon dworezki syn) ist eine Erzählung des russischen Schriftstellers Nikolai Leskow, die 1881 in dem Sammelband Jubileinaja knischka erschien.
Der Sozialkritiker Leskow prangert die Veruntreuung bei Hofe an.

## Inhalt
Der Zarensohn Alexander Alexandrowitsch gab sich dem Vater Alexander Nikolajewitsch gegenüber manchmal ziemlich wissbegierig. Der Vater, dem das gefiel, ermutigte den Sohn: „... geh den Dingen nur mit allen Mitteln zu Grunde, nur sag Mutter nichts davon, ...“. 
In dieser Sage, wie der Untertitel ausweist (siehe unten), legt Alexander Alexandrowitsch, nachdem er den Thron bestiegen hat, einem gewissen Haushofmeisterssohn Leon, der als unverbesserlicher Dieb am Schreibtisch Unterschlagungen begangen hatte, mit dem sogenannten „einfachen Mittel“ das Handwerk.
Leon, dessen Vater ein großer Haushofmeister gewesen war, heiratete. Seine Frau war  die Tochter eines Stallknechts und der kaiserlichen Suppenkellnerin. Leon wollte nicht nur seiner Frau alles recht machen; er gehorchte auch noch deren Patin, der Freifrau von Grapsch. Die Freifrau verschaffte Leon einen Posten als Einkäufer. Leon rechnete  für Dreirubeltee das Doppelte ab. Das ging so. Er trug sechs Rubel in die Bücher ein, entnahm sechs Rubel aus der Hofkasse, bezahlte dem Hoflieferanten drei Rubel und behielt den Restbetrag für sich. Als das gut klappte, musste Leon auf Geheiß der Freifrau das Dreifache aus der Hofkasse nehmen. Bald heimste er für alle möglichen Artikel das bis zu Dreißigfache ein. Nach einiger Zeit hatte der Betrüger des Zaren keine Freude mehr am Leben. Aussteigen ging nicht. Die Diebsleute im Umkreis der Freifrau wollten weiter mitverdienen. Leon hatte Angst vor dieser Kumpanei und betrog weiter. Es konnte ihn ohnehin niemand ertappen, denn kein Beamteter kannte seinerzeit das oben erwähnte einfache Mittel.
Aber der neue Zar Alexander Alexandrowitsch wandte es gegen Leon an, nachdem er sich mit dem ökonomischen Denken angefreundet hatte: „Wieviel kostet dieser frische Wabenhonig?“ fragte er Leon auf der Straße und zeigte auf den nächsten Honigverkäufer. „Fünfundzwanzig Rubel“, kam Leons Antwort. Unglaublich, meinte der Herrscher. Leon musste das Bäuerlein mit dem Honig-Bauchladen heranrufen. Weil das Bäuerlein natürlich kein Hoflieferant war und zwei Rubel verlangte, gehorchte der Einkäufer nicht, sondern gestand dem Zaren seinen Betrug. 
Der Zar zu seinem Gefolge: „Ich brauche keine Diebe ... er [Leon] soll ... ohne Belobigungsschreiben ... entlassen werden.“

## Deutschsprachige Ausgaben
Verwendete Ausgabe
- Leon, der Haushofmeisterssohn. Der Schreibtischdieb. Aus den Volkssagen neueren Datums. Deutsch von Erich Ahrndt. S. 580–600 in Eberhard Dieckmann (Hrsg.): Nikolai Leskow: Gesammelte Werke in Einzelbänden. 4. Der ungetaufte Pope. Erzählungen. Mit einer Nachbemerkung des Herausgebers. 728 Seiten. Rütten & Loening, Berlin 1984 (1. Aufl.)